# توفيق طوبي
توفيق طوبي (العبرية: תאופיק טובי; 11 مايو 1922 - 12 مارس 2011)، سياسي شيوعي فلسطيني, شغل منصب عضو كنيست من قبل الحزب الشيوعي، وفيما بعد من قبل الجبهة الديموقراطية للسلام والمساواة.

## حياته وعمله السياسي
ولِد توفيق طوبي في حيفا عام 1922 لعائلة مسيحيّة أرثودوكسيّة. تعلّم في المدرسة التبشيرية الداخليّة في القدس، وانضم إلى الحزب الشيوعي الفلسطيني في عام 1941. وبعد الانقسام في الحزب عام 1943 كان أحد مؤسسي عصبة التحرر الوطني، والتي عارضت في البداية قرار التقسيم ووافقت عليه إثر تعبير الإتحاد السوفييتي عن دعمه للقرار.
منذ تكوين الحزب الشيوعي الإسرائيلي عام 1948 شغل طوبي منصب عضو الكنيست كمندوب للحزب وفيما بعد عن الجبهة الديمقراطية للسلام والمساواة، وقد حرر صحيفة «الأتّحاد» الناطقة باسمه. منذ الخمسينات كان طوبي عضوا في رئاسة اللجنة الوطنية للسلام وفي مجلس السلام العالمي الشيوعي.
بعد مجزرة كفر قاسم عام 1956، عمد طوبي ورفيقة ماير فلنر على جمع شهادات من المصابين وقاموا بنشرها وعرضها في الكنيست. لقد قاموا بنشر الموضوع بعد ما يقارب أسبوعين من الحدث. عام 1976 تم انتخابه نائباً للأمين العام للجبهة الديمقراطية للسلام والمساواة، وشغل منصب السكرتير العام للجبهة الديموقراطية للسلام والمساواة في السنين 1989-1993.
وقد أعلن استقالته من الكنيست في تموز عام 1990 في إطار اتفاق تناوب في حزب الجبهة، بعد أن كان عضوا فيه لمدة 42 عاماً, وقد احتلّت مكانه تمار غوجانسكي. لعب طوبي دورًا هامّاً في مجال التعليم والمدارس. كما وكان له دور تاريخي في إعادة اللحمة بين الفصائل الفلسطينية في منظمة التحرير الفلسطينية. وقد كان أحد المبادرين لإقامة وتأسيس لجنة المبادرة العربية الدرزية عام 1972.
عاش توفيق طوبي في حيفا وكان متزوجّاً من أولجا طوبي.
إبنه الياس طوبي يحمل اللقب بروفسور في مجال الطب، وهو يترأس قسم المناعة في مستشفى بني تسيون، وهو مدير المستشفى الإيطالي في حيفا.